# سكيب فراي
سكيب فراي (بالإنجليزية: Skip Frye)‏ هو متركمج أمريكي، ولد في 7 سبتمبر 1941 في سان دييغو في الولايات المتحدة.

## وصلات خارجية
- سكيب فراي على موقع EncyclopediaOfSurfing.com (الإنجليزية)